# Srite-Gletscher
Der Srite-Gletscher ist ein 30 km langer Gletscher an der Orville-Küste des westantarktischen Ellsworthlands. In den Hauberg Mountains fließt er vom Janke-Nunatak in östlicher, dann südöstlicher Richtung und mündet an der Orville-Küste westlich des Spear-Gletschers in das Filchner-Ronne-Schelfeis.
Der United States Geological Survey kartierte ihn anhand eigener Vermessungen zwischen 1961 und 1962 sowie mittels Luftaufnahmen der United States Navy aus den Jahren von 1961 bis 1967. Das Advisory Committee on Antarctic Names benannte ihn nach David Alan Srite, Kommandeur der Unterstützungseinheiten der US Navy in Antarktika von 1985 bis 1987.